# Anne Jan Toonstra
Anne Jan Toonstra (Ter Apel, 5 april 1979) is een Nederlandse cabaretier, stand-upcomedian, presentator en muzikant.
Toonstra studeerde geneeskunde en psychologie in Groningen. In 2001 won hij samen met Sofie van den Enk het kleinkunstfestival Cameretten in Rotterdam met het programma 'Groen'.  In 2005 won hij het Groninger Studenten Cabaret Festival met zijn programma 'Hikikomori'. Hij is oprichter van het Standup Comedy Collectief De Hyena's en Improvisatietheatergroep Commodoren. Hij presenteert Glasnost, een radioprogramma over kunst en wetenschap in Groningen.

## Solovoorstellingen
1. Hikikomori
2. Noodzakelijk Kwaad, onder regie van Wimie Wilhelm
3. Murw, onder regie van Gérard van Kalmthout
4. Oi, onder regie van Gérard van Kalmthout
5. IIIII